# Наталі Герре-Спіцер
Наталі Герре-Спіцер (фр. Nathalie Guerrée-Spitzer; нар. 7 липня 1968) — колишня французька тенісистка.
Найвищу одиночну позицію світового рейтингу — 109 місце досягла 30 січня 1989, парну — 280 місце — 20 червня 1988 року.
Найвищим досягненням на турнірах Великого шолома було 3 коло в одиночному розряді.

## Фінали ITF

### Одиночний розряд (0–2)
| Легенда         |
| --------------- |
| турніри $25,000 |
| турніри $10,000 |

| Результат | Ранг | Дата            | Турнір           | Покриття   | Суперниця             | Рахунок       |
| --------- | ---- | --------------- | ---------------- | ---------- | --------------------- | ------------- |
| Поразка   | 1.   | 21 березня 1988 | Байонна, Франція | Тверде     | Алексія Дешом-Баллере | 3–6, 6–3, 5–7 |
| Поразка   | 2.   | 10 квітня 1994  | Лімож, Франція   | Тверде (i) | Сільвія Плішке        | 6–1, 4–6, 2–6 |

### Парний розряд (0–1)
| Результат | Ранг | Дата          | Турнір        | Покриття | Партнерка       | Суперниці                      | Рахунок  |
| --------- | ---- | ------------- | ------------- | -------- | --------------- | ------------------------------ | -------- |
| Поразка   | 1.   | 20 липня 1987 | Сецце, Італія | Ґрунт    | Федеріка Юґонне | Крістіна Казіні Сімона Ізідорі | 2–6, 1–6 |